# Franz-Peter Tebartz-van Elst
Franz-Peter Tebartz-van Elst (Twisteden, 20 november 1959) is een Duits geestelijke en voormalig bisschop van de Rooms-Katholieke Kerk.
Tebartz-van Elst was na priesterwijding in 1985 enkele jaren kapelaan in Altenberge. In 1988 studeerde hij in de Verenigde Staten, waarna hij in 1990 promoveerde tot doctor in de theologie. Na zijn studie was Tebartz-van Elst werkzaam als vicaris en docent.
In 2003 werd Tebartz-van Elst benoemd tot hulpbisschop van Münster. Op 18 januari 2004 werd hij daartoe gewijd. In 2008 werd hij suffragaanbisschop van Limburg.

## Buitensporige bouwkosten
Sinds 2010 wordt hij door de Duitse pers en een deel van de gelovigen in toenemende mate bekritiseerd. Zij verwijten hem geldverkwisting bij de bouw van een diocesaan centrum, maar ook ideologische verschillen liggen aan de grondslag van dit conflict.
Michael Frielinghaus, de architect van het diocesaan centrum, stelde dat hij zich al bij een persconferentie in december 2010 had verbaasd over de door de bisschoppelijke stoel opgevoerde bouwsom ter hoogte van € 5.500.000,–. Volgens hem zou de opdrachtgever, dus de bisschop en zijn naaste medewerkers, toen al hebben geweten "dat de bouwkosten in werkelijkheid ongeveer € 31.000.000,– bedroegen". Het destijds opgevoerde bedrag zou "in niet mis te verstane mate onder het bedrag" hebben gelegen "dat bij de opdrachtgever en alle bij het project betrokkenen bekend was". Niettemin bestreed hij later dat er vanuit architectonisch perspectief sprake zou zijn geweest van geldverspilling en luxebouw.
Op 13 oktober 2013 ging Tebartz-van Elst naar Rome om zijn zaak te bepleiten bij Paus Franciscus, die hij op 21 oktober 2013 ontmoette. Op 23 oktober maakte de Heilige Stoel in een persbericht bekend Tebartz-van Elst tijdelijk op non-actief te hebben gesteld. In afwachting van het rapport van een inmiddels ingestelde onderzoekscommissie zal de nieuw benoemde vicaris-generaal Wolfgang Rösch zijn taken waarnemen.
Tebartz-van Elst werd op 26 maart 2014 door paus Franciscus van zijn functie als bisschop van Limburg ontheven. In februari 2015 werd bekend dat hij in december 2014 een baan heeft gekregen in het Vaticaan. Tebartz-van Elst werkt voor de zogeheten Pauselijke Raad voor de Bevordering van de Nieuwe Evangelisatie. Die moet ontkerkelijking in Europa en de Verenigde Staten tegengaan.